# Atelier LWD
L'Atelier LWD est un atelier d'architecture dirigé par Guy Lagneau, Jean Dimitrijevic et Michel Weill, actif de 1952 à 1985. 
Il prend aussi le nom d'Atelier d'études architecturales (ATEA), dont les associés sont Guy Lagneau, Michel Weill, Jean Dimitrijevic, Paul Cordoliani, Henri Coulomb (1927-2006), Renzo Moro (1933), Ivan Seifert (1926-2008). Il est à l'origine d'un grand nombre de bâtiments publics en France et en Afrique.

## Historique
Guy Lagneau (1915-1996), Michel Weill (1914-2001) se rencontrent au sein de l'atelier d'Auguste Perret à l'École nationale supérieure des beaux-arts créée en 1943. Ils participent avec leur maître aux chantiers de reconstruction du Havre à partir de 1946. Lagneau est particulièrement marqué par l'architecture scandinave, notamment en acier. Jean Dimitrijevic (1926-2010) rejoint leur agence dès 1947, à la suite de sa rencontre avec Guy Lagneau au sein de l'atelier que celui-ci dirige aux Beaux-arts. Il est diplômé en 1957 et complète sa formation au Massachusetts Institute of Technology en 1959. Il devient ensuite l'un des associés de l'atelier.
Ils créent ensemble un Atelier d'études architecturales (ATEA) auquel est associé un bureau d'étude, la Société d'études techniques et d'aménagements planifiés (SETAP). Ainsi, l'ATEA-SETAP s'engage dans de nombreuses opérations d'urbanisme en Afrique, notamment en Guinée en Mauritanie et au Sénégal. En parallèle, ils répondent à de nombreuses commandes publiques en France pour des musées, préfectures, et centres commerciaux. En parallèle, Lagneau participe à titre individuel à l'élaboration du Schéma directeur d'aménagement et d'urbanisme de la région parisienne (SDAURP) entre 1962 et 1965, participant ainsi à la création des villes nouvelles.
L'agence collabore à de nombreuses reprises avec l'industriel Jean Prouvé dans la mise en œuvre de structures métalliques innovantes ou encore avec la designer Charlotte Perriand pour l'architecture intérieure.

## Principales réalisations
- 1952-1955 : Groupe scolaire Paul-Bert d'Aplemont au Havre
- 1954 : Hôtel de France à Conakry avec Jean Prouvé et Charlotte Perriand
- 1955-1961 : Musée-Maison de la culture du Havre, actuel Musée d'art moderne André-Malraux avec Jean Prouvé
- 1957 : port minéralier de Boké en Guinée
- 1957 : cité Mbaye Taiba au Sénégal
- 1958 : prototype de la Maison du Sahara pour le Salon des arts ménagers devant le Grand Palais à Paris avec Jean Prouvé et Charlotte Perriand (détruit)
- 1958-1959 : ensemble de logements "Les Buffets" avenue du Maréchal-Foch à Fontenay-aux-Roses (Hauts-de-Seine), 261 logements pour le compte de la SCIC en collaboration avec Jean Perrottet (prix de l'Équerre d'argent 1960)
- 1958 : cité de la MINERFA (Société des Mines de Fer de Mauritanie) à Cansado en Mauritanie
- 1960 : immeuble de bureaux et agence Air France, rue Scribe dans le 9e arrondissement de Paris, en collaboration avec Charlotte Perriand
- 1963 : immeuble de bureaux de l'UTA boulevard Malesherbes à Paris
- 1964-1967 : faculté de lettres de Nice (labellisée Patrimoine du XXe siècle)
- 1965 : école primaire de Balizy à Longjumeau (Essonne) en collaboration avec Jean Prouvé
- 1965-1967 : école normale et lycée de Bamako au Mali (1200 élèves)
- 1965-1985 : cité administrative d'Évry (Préfecture, Conseil général, Palais de Justice)
- 1971-1976 : établissement administratif, centre de distribution mixte EDF-GDF place de la préfecture à Cergy-Pontoise (Val-d'Oise)
- 1971-1987 : résidence de vacances des Marines de Cogolin (Var)
- 1972-1985 : centre commercial Les Quatre Temps à La Défense
- 1979-1982 : quartier du centre-gare de Cergy-Pontoise (Val-d'Oise), en association avec Ivan Seifert[2]
- 1981-1985 : bureaux de la Banque de France à Marne-la-Vallée (Seine-et-Marne)